# Nyrop
Nyrop er en dansk slægt, der kan føres tilbage til sognepræst til Lodingen i Trondhjems Stift Hans Pedersen Nyrop (c. 1645-1700), som sikkert var af dansk afstamning. Hans søn, biskop i Kristiansand, magister Christopher Nyrop (1680-1733), hvem Holberg omtaler som en
klog og veltalende mand, var fader til provst i Kongsbergs Provsti, sognepræst til Eker Peter
Jespersen Nyrop (1714-1773), hvis søn, provst, sognepræst til Nørre Vedby og Nørre Alslev
Christopher Nyrop (1752-1831), atter var fader til sognepræst til Udby Christopher Nyrop (1805-1879), der nævnes som en fremskridtsvenlig præst med stor interesse for skolevirksomheden, og til instrumentmageren, professor Camillus Nyrop (1811-1883) Den ældste af disse to brødre blev fader til to sønner, der gik til Nordamerika, hvor de har efterladt afkom, og til arkitekten, professor Martin Nyrop (1849-1921). Blandt professor Camillus Nyrops børn skal nævnes industrihistorikeren, professor Camillus Nyrop (1843-1918), filologen, professor Kristoffer Nyrop (1858-1931) samt Johan Ernst Nyrop (f. 1850) og Hans Louis Nyrop (f. 1861), der i fællesskab fortsatte den af faderen grundlagte forretning. Børge Christoffer Nyrop (1881-1948), en maler som blev undervist af Lucien Simon i Paris, er også en kendt efterkommer af denne familie.